# 闻喜路
闻喜路是中華人民共和國上海市静安区彭浦新村附近的一條東西走向道路，西起三泉路，东至阳泉路，全长2070米，宽18至26米，道路始建於1958年，路名來自於山西省運城市闻喜縣。